# Sylwia Zyzańska
Sylwia Zyzańska, född 27 juli 1997, är en polsk bågskytt. Hon deltog vid olympiska sommarspelen 2020.